# Константин Вагинов
Константин Константинович Вагинов (до 1915 г. Вагенгейм) е руски писател – поет и прозаик.

## Биография и творчество
Роден е на 21 септември 1899 г. в Петербург, в семейството на полковника от жандармерията от немски произход Константин Вагенгейм.
Участва в някои от най-известните петербургски литературни обединения през 20-те години на ХХ век като „Звучащата раковина“ и „Цеха на поетите“ на Николай Гумильов и „Островитяни“, близък е до ОБЕРИУ и Михаил Кузмин.
Умира на 24 април 1934 г., като оставя самобитна следа в руската поезия и проза от 20-те и 30-те години на ХХ век. Творчеството му, което не се преиздава след смъртта му по време на СССР, е преоткрито по време на „Перестройката“, като получава най-висока оценка от страна на критици и историци на руската литература и предизвиква повишен интерес сред руските читатели.